# انتماء
انتماء عنصر a لمجموعة x هي العلاقة التي تحدد ما إذا كان a هو في عداد العناصر المكونة لمجموعة x. إذا كان العنصر a ينتمي إلى x يرمز لها {\displaystyle a\in X} وإلا {\displaystyle a\notin X}
رمز العضوية قُدم من قبل عالم الرياضيات جوزيبه بيانو في أواخر القرن التاسع عشر ، خلال دراسته للرياضيات.